# Granbywagen

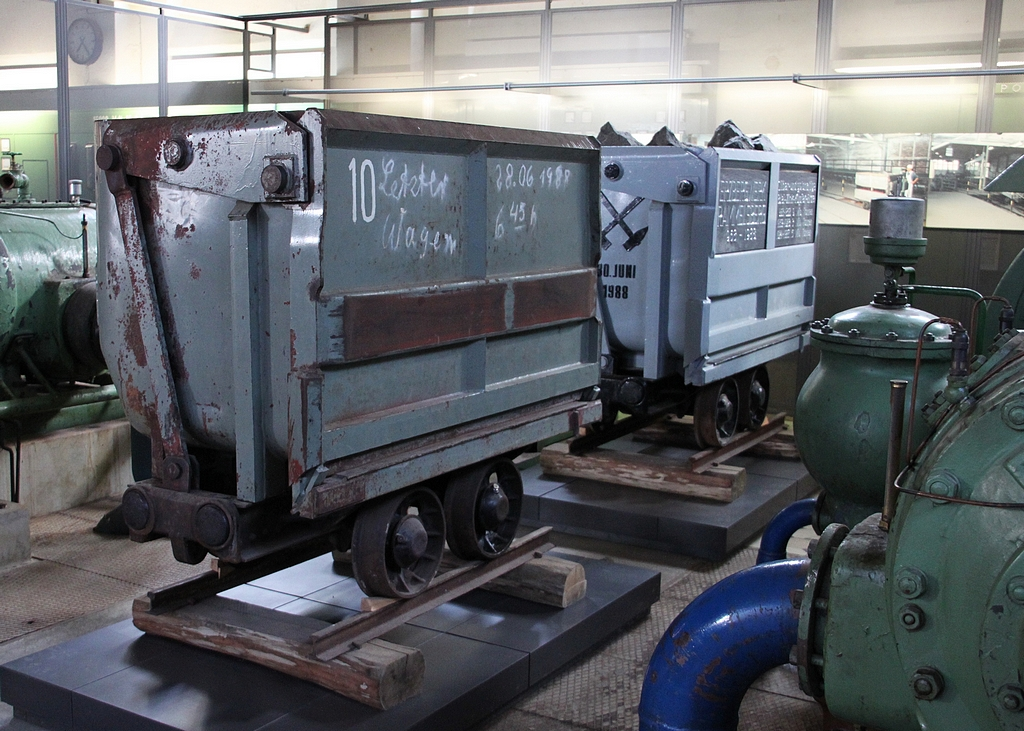
Granbywagen auf dem Erzbergwerk Rammelsberg.

Ein Granbywagen, auch Grenby-Wagen genannt, ist ein selbstentleerender Förderwagen, bei dem das Fördergut beim Entladevorgang seitlich aus dem Wagenkasten fällt. Dieser Wagentyp wird im Bergbau Untertage als Sonderwagen zur Förderung von Salz, Kohle oder Erz eingesetzt. Granbywagen werden in Zugverbünden eingesetzt, die zwischen Lade- und Entladestelle pendeln. Dabei werden höhere Förderleistungen als mit normalen Förderwagen erreicht.

## Grundlagen und Geschichtliches
Entwickelt wurde der Granbywagen Anfang des 20. Jahrhunderts von der Granby Mining and Consolidated Company aus dem Bundesstaat Washington. Die Granby mine, auf der der Wagen zum ersten Mal in der ersten Hälfte des 20. Jahrhunderts eingesetzt wurde, war dann auch der Namensgeber für diesen Förderwagen. Im deutschen Bergbau konnte sich dieser Wagentyp nur sehr langsam durchsetzen. Erste Erfahrungen mit dem Granbywagen wurden im deutschen Bergbau auf dem Erzbergwerk Rammelsberg gemacht. Hier wurden auch weitere Einsatzmöglichkeiten mit diesem Wagentyp ausprobiert. Durch den Einsatz von Granbywagen konnte man auf dem Bergwerk im Bereich der Förderung Personal einsparen. In den 1960er-Jahren wurden Granbywagen auf vier Gruben des Saarreviers in der Hauptstreckenförderung eingesetzt. Durch den Einsatz dieses Wagentyps konnte die Hauptstreckenförderung auf diesen vier Gruben wesentlich verbessert werden. Ab der zweiten Hälfte der 1960er-Jahre setzte sich der Granbywagen so nach und nach im deutschen Berg- und Tunnelbau zur Förderung von Erz und Versatzgut durch.

## Aufbau und Funktion

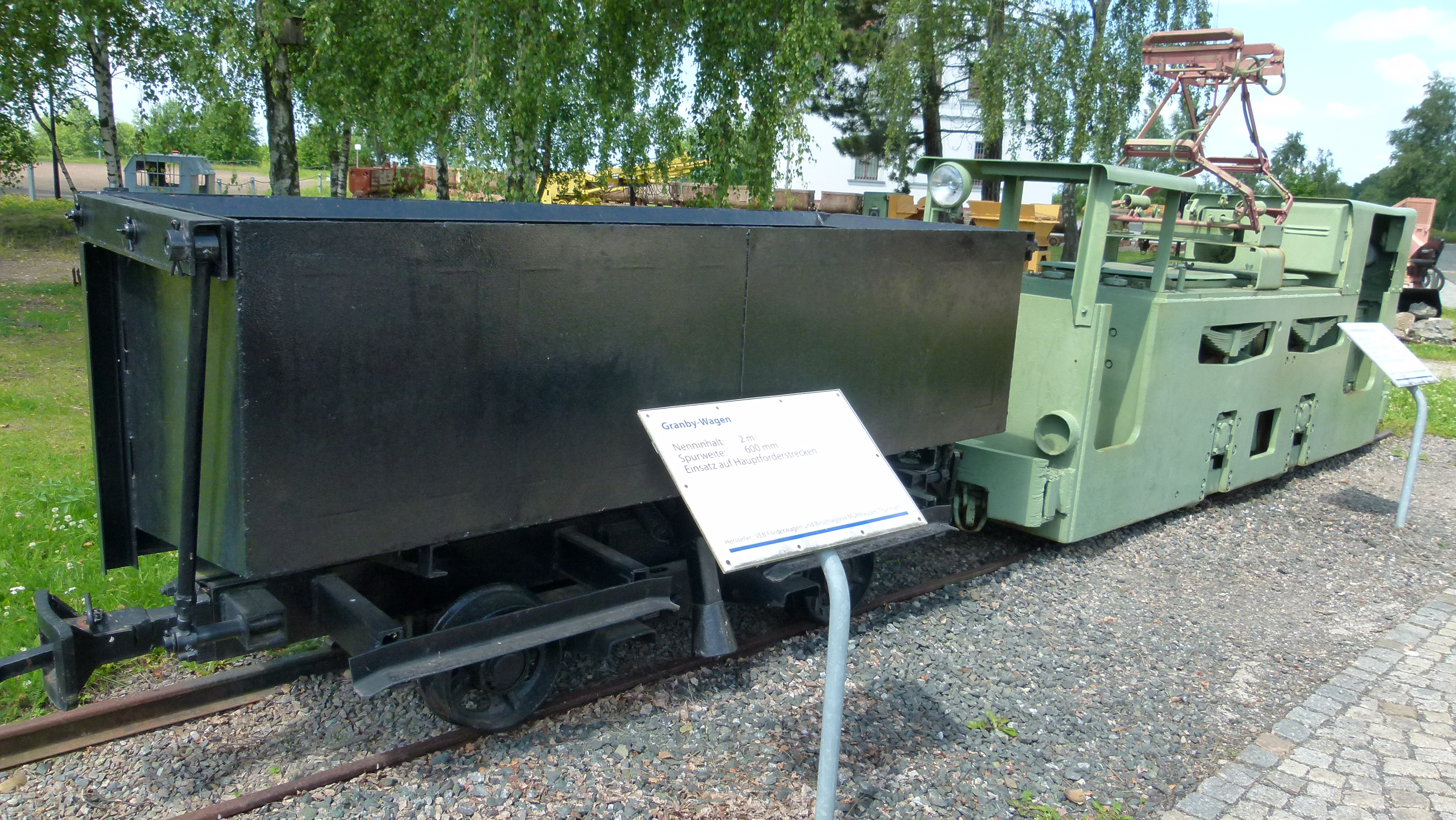
2m³-Granbywagen

Der Granbywagen besteht aus den drei getrennten Baugruppen, Wagenuntergestell, Wagenkasten und Seitenwand. Der Wagenkasten ist über Scharniere mit dem Wagenuntergestell verbunden. Die Seitenwand ist über Gelenke mit dem Wagenkasten und über bewegliche Hebel mit dem Wagenuntergestell verbunden. Die armförmigen Hebel sind an den Stirnseiten der Wagen so am Wagenuntergestell verbunden, dass sich die Lademulde des Wagens seitlich öffnen lässt. Damit der Hebel wieder in seine Ursprungsposition zurück kann, ist an diesem eine Stahlfeder angebracht, die den Hebel bei der Abwärtsbewegung des Wagenkastens wieder zurückzieht. Seitlich am Wagenkasten ist eine sogenannte Auflaufrolle montiert, über die der Wagenkasten angehoben werden kann. Wird der Wagenkasten mittels der Auflaufrolle angehoben, so wird gleichzeitig die bewegliche Seitenwand mittels der Hebel zur Seite geöffnet. Wird die Auflaufrolle wieder gesenkt, so schließt sich der Wagenkasten wieder.

## Be- und Entladung
Die Beladung des Granbywagens erfolgt, genauso wie bei anderen Förderwagen, von oben. Entladen wird der Granbywagen entweder mittels Kippzylinder oder mittels einer Kipprampe. Da bei der Entladung mittels Kipprampe, auch Kippbühne oder Entladebühne genannt, der Wagen während der Fahrt entleert wird, hat sich diese Methode weitestgehend durchgesetzt. Der ansteigende Teil der Kipprampe hat eine Steigung von 15 bis 30 Grad, der abfallende Teil ein Gefälle von 60 bis 30 Grad. Der Wagen wird dabei im Bereich der Kippstelle mit der Auflaufrolle über die dort installierte Kipprampe geführt. Je nach Steigung der Entladebühne können die Wagen dabei mit einer Geschwindigkeit von einem bis 1,5 Metern pro Sekunde über die Entladebühne gezogen werden. Dabei wird die Auflaufrolle nun immer weiter nach oben geführt und hebt dadurch den Wagenkasten an, der dadurch in Kippstellung gebracht wird. Der maximale Kippwinkel des Granbywagens beträgt dabei 48 Grad. Da die Seitenwand bei diesem Vorgang geöffnet wird, kann das Füllgut nach der Seite rausrutschen. Nachdem der Wagen über den höchsten Punkt der Kipprampe gezogen wurde, senkt sich der Wagenkasten während des Ablaufens von der Rampe allmählich. Gleichzeitig schließt sich auch die Seitenwand kontinuierlich mit dem Absenken des Wagenkastens. Die Kipprolle wird dabei vom Rückstellmoment des Wagenkastens auf der ablaufenden Rampe gehalten.

## Vor- und Nachteile
Die Vorteile dieses Wagentyps gegenüber den normalen Förderwagen ergeben sich aus dem Wegfall des Entkuppelns und des Wippens. Bedingt durch den Wegfall dieser beiden Tätigkeiten können mit dem Granbywagen größere Umlaufzahlen erreicht werden. Außerdem lassen sich mit diesem Wagentyp sehr hohe stündliche Kippleistungen pro Kippstelle erreichen. Auch ist bei der Verwendung von Granbywagen ein geringerer Schichtenaufwand in der Förderung erforderlich. Dies liegt daran, dass die Entleerung selbsttätig verläuft und kein zusätzlicher Bedienungsaufwand erforderlich ist. Von Nachteil ist, dass die Wagen aufgrund der getrennten Baugruppen einen höheren Wartungs- und Instalthaltungsaufwand erfordern. Außerdem wird für den Entladevorgang ein zusätzlicher Energieaufwand benötigt. Ein weiterer Nachteil ist die höhere Totlast und eine im Vergleich zu einem normalen Förderwagen gleicher Außenabmessungen verringertes Ladevolumen.